# جون ديك (لاعب كرة قدم)
جون ديك (بالإنجليزية: John Dick)‏ (و. 1877 – 1932 م) هو لاعب كرة قدم، ومدرب كرة قدم من المملكة المتحدة لبريطانيا العظمى وأيرلندا، مركز لعبه هو مهاجم، وقلب الدفاع، توفي عن عمر يناهز 55 عاماً.